# (38003) 1998 KH44
1998 KH44 (asteroide 38003) é um asteroide da cintura principal. Possui uma excentricidade de 0.21272640 e uma inclinação de 11.75880º.
Este asteroide foi descoberto no dia 22 de maio de 1998 por LINEAR em Socorro.